# Chryzoberyl
Chryzoberyl – rzadki minerał z gromady tlenków. Nazwa minerału wywodzi się od greckich słów chrysos – złoto oraz beryllos – beryl, co nawiązuje do jego typowej barwy oraz pierwiastka berylu obecnego w składzie.

## Charakterystyka

### Właściwości
Składa się w około 20% z tlenku baru i 80% z tlenku glinu. Zawiera czasem domieszkę tlenku żelaza (III) oraz tlenku chromu (III). Krystalizuje w układzie rombowym. Pojedyncze kryształy charakteryzują się grubotabliczkowym lub słupkowym pokrojem, czasem pseudoheksagonalne. Często spotykany w formie bliźniaków wg (130) często w formie serca lub sześcioramiennej gwiazdy; bywają wielokrotne. Tworzy także ziarniste agregaty, kryształy wrosłe i narosłe. Jest minerałem kruchym, przezroczystym do przeświecającego. Typowymi zanieczyszczeniami w strukturze są tytan, chrom i żelazo. Nierozpuszczalny w kwasach i nietopliwy. Przewodnictwo elektryczne wzrasta wraz z temperaturą.

### Odmiany
Okazy zawierające chrom nazywane są mariinskitem.
- aleksandryt – odznacza się wyjątkową wśród minerałów własnością zmiany barwy[6].
- cymofan – kocie oko; charakteryzuje się falistym odblaskiem[6].

## Występowanie
Powstaje w stadium pegmatytowym; w utworach kontaktowo-pneumatolitycznych. Stanowi składnik pegmatytów granitowych. Spotykany również w łupkach mikowych, gnejsach, granitach, w postaci otoczaków w żwirach i piaskach. Często współwystępuje z berylem, turmalinem, fenkakitem, szerlitem, granatem, spessartynem, almandynem, albitem, spinelem, skaleniem, kwarcem, sillimanitem, kwarcem dymnym, topazem, muskowitem i andaluzytem.
Miejsca występowania: Sri Lanka – (odmiany ciemnooliwkowozielone) Matara, Ratnapura; Madagaskar, Rosja – (odmiany niebieskawe) Ural; okolice Czelabińska i Jekaterynburga, w Górach Ilmeńskich; USA – Connecticut, Kolorado, Maine, Dakota Południowa; Brazylia – Minas Gerais, Minas Novos (odmiany cytrynowożółte i jasnozielone); Indie, Birma – (odmiany bezbarwne), Australia, Tanzania, Finlandia, Czechy (Morawy), Zimbabwe, DRK, RPA, Kanada, Włochy, Norwegia.
W Polsce – w przeszłości notowany w otoczakach gnejsowych okolic Niemczy. Został stwierdzony na Dolnym Śląsku w druzach pegmatytowych w okolicach Strzegomia i w nieco większych ilościach w piaskach złotonośnych w okolicach Złotoryi. Spotykany także w Szklarach i na Hali Izerskiej w Górach Izerskich. 

## Zastosowanie
- wysoko ceniony[przez kogo?] w jubilerstwie kamienie szlachetne – wadą kamieni o szlifie brylantowym jest niska dyspersja (czyli brak "ognia").
- kamień poszukiwany przez kolekcjonerów.
- największy znaleziony kryształ ważył 8 kg (Brazylia 1828 r.)
- Najpiękniejszy okaz chryzoberylu zwany chryzoberylem Hope'a znajduje się w British Museum.